# Nel Koen
Nel Koen (Scheveningen, 1934 - Zwolle, 16 oktober 2012) was een Nederlands kunstschilderes, tekenares en graficus.

## Opleiding
Omdat ze op jeugdige leeftijd longtuberculose kreeg, bracht Koen haar tienerjaren in sanatoria door. Daar ontdekte ze haar talent voor tekenen en schilderen. Haar werk trok de aandacht van Kees Andrea, die haar introduceerde op de Vrije Academie voor Beeldende Kunsten in Den Haag. Daar studeerde ze bij Andrea zelf en bij Nol Kroes (1918-1978). In deze periode waren Giorgio Morandi en Vincent van Gogh haar grote voorbeelden. Ze exposeerde regelmatig met de Haagse Kunstkring. Opvallend was haar onderwerpkeuze: als jong meisje al tekende en schilderde ze vooral oude mensen en baby's. Ze werkte graag met weinig kleuren op het palet.

## Loopbaan
In 1967 trouwde Koen met stedenbouwkundig tekenaar Gradus van Dokkum en verhuisde met hem naar het dorpje 't Harde op de Veluwe. Ze kregen twee zoons. Koen zorgde als huismoeder voor haar kinderen, maar bleef ook gedisciplineerd tekenen en schilderen. Ook dieren, de natuur en milieu traden als thema steeds duidelijker naar voren. 
Koen leidde een teruggetrokken bestaan. Ondanks het lidmaatschap van meerdere vakverenigingen exposeerde ze zelden. Ook gaf ze geen lessen en werkte ze nooit in opdracht. Alleen in het gemeentekantoor van Elburg had ze een solo-expositie. Doorlopend hangt er werk van haar in de Maranathakerk in 't Harde. In de galerie in het naburige landhuis Zwaluwenburg bij 't Harde deed ze in 2011 en 2012 mee aan een groepsexpositie. In 2013 exposeerde ze opnieuw, ditmaal postuum, in de galerie in huize Zwaluwenburg.